# Papio hamadryas
L'amadriade (Papio hamadryas Linnaeus, 1758) è un  primate della famiglia Cercopithecidae.

## Descrizione
Questa specie presenta un marcato dimorfismo sessuale. I maschi adulti raggiungono 50-90 cm ed un peso di circa 20 kg; hanno un folto mantello bianco-grigiastro, una vera e propria criniera sul collo e sulle spalle, che si ferma al bacino; la faccia è glabra, nera e con un muso canino. Le femmine invece sono più piccole (circa 10 kg) ed hanno il pelo bruno e corto. Entrambi i sessi hanno spalle più alte rispetto alla groppa e presentano pronunciate callosità ischiatiche glabre. La coda è lunga 40-60 cm.

## Biologia
Vivono in famiglie formate da una dozzina di esemplari con un maschio e una femmina dominanti. 

Raggiunta la maturità sessuale, verso i 4-5 anni i maschi abbandonano il gruppo natale; ognuno di loro attira una giovane femmina che diviene la femmina alfa; anche se successivamente altre femmine si aggiungono al gruppo, la femmina dominante mantiene con il maschio rapporti sociali molto più intensi rispetto alle altre.
La gestazione dura circa 6 mesi e si conclude con la nascita di un solo piccolo.
La aspettativa di vita media della specie è di circa 20 anni.
Diversi nuclei familiari si aggregano a formare branchi di diverse centinaia di esemplari.
Sono onnivori. Trascorrono buona parte della giornata a terra impegnati nella ricerca del cibo o in attività sociali, quali per esempio il grooming (ossia lo "spulciarsi" a vicenda).
Per proteggersi dai predatori sono soliti trascorrere la notte su rocce o alberi.

## Distribuzione e habitat
P. hamadryas è diffuso in una area che abbraccia le due sponde del Mar Rosso e che comprende, Etiopia, Eritrea, Somalia, Yemen e Arabia Saudita. In antichità e fino al 1500 d.C. circa viveva anche in Egitto.

## Il babbuino amadriade nella religione egizia

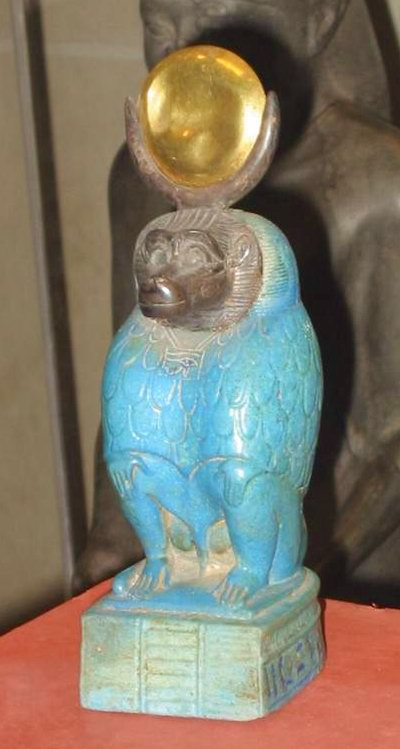
Rappresentazione del dio Thot con sembianze di P. hamadryas
Museo del Louvre

Presso gli antichi egizi questa specie di babbuino era considerata sacra in quanto rappresentazione del dio Thot.